# گورستان رحیم‌آباد بگان ۲
قبرستان رحیم آباد بگان ۲ مربوط به سده‌های متاخر دوران‌های تاریخی پس از اسلام است و در شهرستان سرباز، بخش مرکزی، دهستان مورتان، روستای رحیم آباد واقع شده و این اثر در تاریخ ۲۷ اسفند ۱۳۸۷ با شمارهٔ ثبت ۲۶۲۱۴ به‌عنوان یکی از آثار ملی ایران به ثبت رسیده است.